# Daisey St. John
Julia Margaret "Daisey" St. John (* 17. Oktober 1877 in Burma; † 29. März 1956) war eine englische Badmintonspielerin. Ihr Vater Richard Fleming St. Andrew St. John und ihre Geschwister Catherine Frances Muriel St. John und Richard Stukeley St. John waren ebenfalls im Badminton aktiv. 

## Karriere
Daisey St. John gewann bei der Erstausgabe der prestigeträchtigen All England das Mixed mit D. Oakes. Ein Jahr später verteidigten sie diesen Titel. 1901 siegte St. John im Damendoppel der gleichen Veranstaltung mit E. Moseley, um in der Folgesaison sich mit Platz zwei begnügen zu müssen.

## Erfolge
| Saison | Veranstaltung | Disziplin   | Platz | Name                         |
| ------ | ------------- | ----------- | ----- | ---------------------------- |
| 1899   | All England   | Mixed       | 1     | D. Oakes / Daisey St. John   |
| 1900   | All England   | Mixed       | 1     | D. Oakes / Daisey St. John   |
| 1901   | All England   | Damendoppel | 1     | Daisey St. John / E. Moseley |
| 1902   | All England   | Damendoppel | 2     | E. Moseley / St. John        |